# Matias Raymaekers
Matias Raymaekers (Herk-de-Stad, 11 maggio 1982) è un ex pallavolista belga.

## Carriera
Esordì nella massima divisione del campionato belga con il Volleyballclub Averbode prima di passare al Maaseik, con cui vinse due titoli nazionali nel 2003 e nel 2004. All'inizio della stagione 2005-06 approdò in Italia, in A1, ingaggiato dalla Callipo Sport.
Nel 2006-07 è stato acquistato dalla Associazione Sportiva Volley Lube, con cui ha vinto una Supercoppa italiana. È stato ceduto in prestito dalla squadra marchigiana al Volley Corigliano nel 2007-08 e al Sempre Volley per la stagione entrante 2008-09.